# Ewbank da Câmara
Ewbank da Câmara è un comune del Brasile nello Stato del Minas Gerais. Appartenente alla mesoregione della Zona da Mata e microregione di Juiz de Fora, il comune si trova a circa 241 chilometri a sud-est della capitale dello Stato, Belo Horizonte. La sua popolazione è stata composta nel 2010, 3 914 abitanti, secondo l'Istituto Brasiliano di Geografia e Statistica. Occupa una superficie di 103.834 km². L'area urbana del comune è una piccola parte del totale. La zona rurale, principalmente nel comune, ha una foresta pluviale vegetazione atlantica.
La città ha la sua origine collegato alla stazione ferroviaria Ewbank da Câmara Dom Pedro II trasformata in Ferrovia Centrale del Brasile. La stazione ferroviaria aperta 12 ottobre 1890 nel villaggio di Tabuões. Intorno alla stazione, la città è cresciuta ed è stata elevata al quartiere, 7 settembre 1923, è stata inaugurata 6 gennaio 1926, e il comune 30 dicembre 1962, emancipata da Santos Dumont. Il nome del comune è stato un omaggio all'ingegnere José Felipe Neri Ewbank da Câmara, allora direttore della ferrovia. Il primo governo comunale è entrato in carica il 1º settembre 1963 con il Sindaco Sig Jair Antonio da Silva. Nel 2010, l'indice di sviluppo umano comunale (MHDI) era 0,676, che è considerato un indice medio rispetto allo Stato. La città fa parte del percorso del commercio, dell'industria e dei servizi vicine città collegate da BR 040, a nord, Santos Dumont, e il sud, Juiz de Fora.
Il comune si è evoluto da una cultura rurale (agricoltura e allevamento), che è sempre presente nella vita della città, una cultura urbana. Nel 2009, il PIL ha raggiunto R$19,5 milioni con un PIL pro capite di R$5,307.42. Anche con le attività di servizi commerciali, industriali e locali, serve come una città dormitorio per chi lavora e di studio prevalentemente Juiz de Fora. Il punto più alto è il turismo per i visitatori interessati a esplorare i sentieri storici della Via Reale e la natura vivono con la tranquillità del lago che si è formato dalla diga Chapéu D'Uvas. La squadra di calcio principale è l'Esporte Clube Ewbankense, fondata nel 1947. Uno degli eventi principali è la festa di Sant'Antonio, il patrono della città.